# Étoile Fréjus Saint-Raphaël
Câu lạc bộ bóng đá Étoile Fréjus Saint-Raphaël (tiếng Occitan: Frejús Sant Rafèu; thường được gọi là Fréjus Saint-Raphaël, Étoile FC, hoặc đơn giản là Fréjus) là một câu lạc bộ bóng đá Pháp có trụ sở tại các xã lân cận Fréjus và Saint-Raphaël. Câu lạc bộ được thành lập vào năm 2009 là kết quả của sự hợp nhất giữa ES Fréjus và Stade Raphaëlois. Fréjus Saint-Raphaël chơi các trận đấu trên sân nhà tại Stade Louis Hon ở Fréjus. Đội được dẫn dắt bởi André Blanc.

## Danh dự

### Fréjus
- Division 4
  - Vô địch (1): 1991
- Division d'Honneur (Méditerranée)
  - Vô địch (1): 1986

### Saint-Raphaël
- Giải vô địch USFSA
  - Vô địch (1): 1912
- Division d'Honneur (Méditerranée)
  - Vô địch (1): 1980
- Liên đoàn USFSA (Côte Guyzur)
  - Vô địch (6): 1908, 1909, 1911, 1912, 1913, 1914